# Triforium katedrály svatého Víta

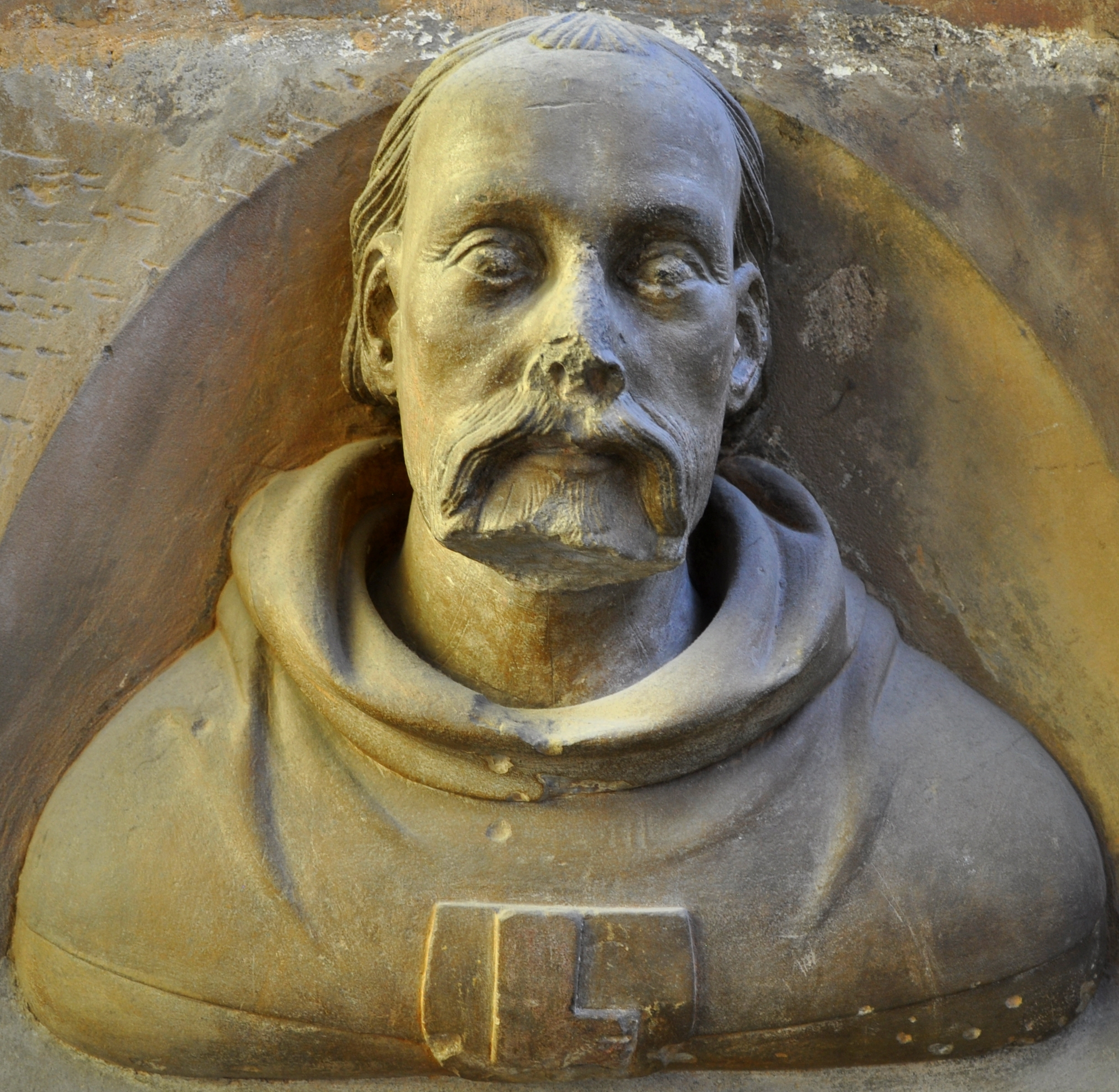
Autoportrét Petra Parléře, autora koncepce portrétní výzdoby a jejího spolutvůrce.

V pražské katedrále sv. Víta, Václava a Vojtěcha je dvojí triforium, tj. vnitřní a vnější ochoz v dolní části horních, tzv. bazilikálních oken chóru. Na něm se nachází unikátní galerie bust. Ve vnitřním triforiu je základem soubor sochařských portrétů významných osobností doby Karla IV.; v nově dostavěné části ochozu chrámové lodi galerie pokračuje bustami církevních činitelů a architektů, činných v letech 1850–1930.  Méně slavné vnější triforium obíhá pod opěráky chórových kaplí a je vyzdobeno bustami světců.

## Vnitřní triforium

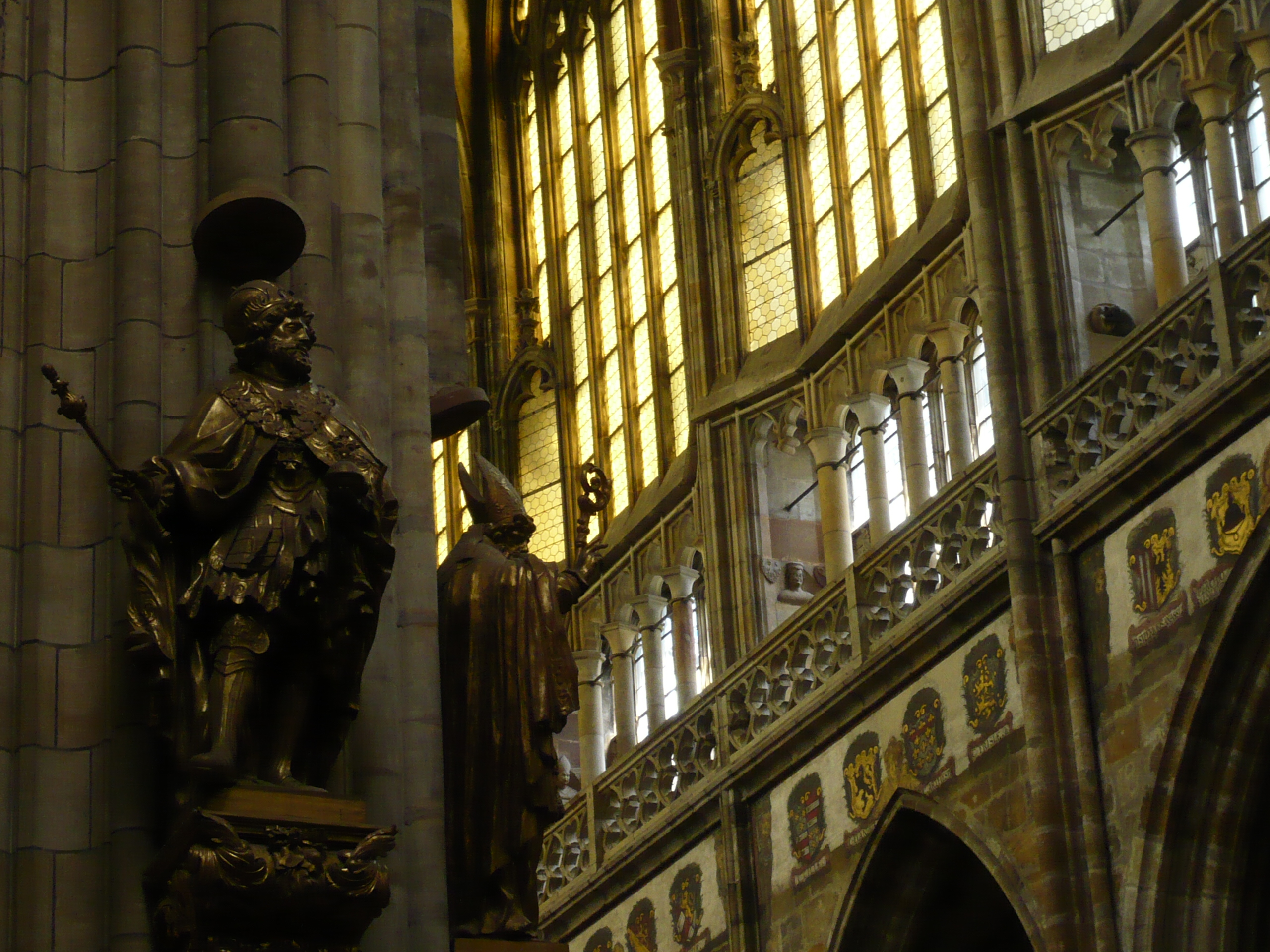
Vnitřní triforium v katedrále sv. Víta. Na pilíři uprostřed snímku je patrná jedna z bust.

Vnitřní triforium je také někdy označováno jako dolní. Nachází se v něm 21 portrétních bust s částečně dochovanou polychromií, které byly realizovány v několika fázích. Pracovalo na nich 5–7 mistrů kameníků, z nichž hlavním byl Petr Parléř vedoucí tzv. parléřovskou kamenickou huť.
Rozlišují se většinou tři skupiny bust:
1) Starší část ve střední části triforia pochází nejspíše z let 1375–1378. Jsou to: moravský markrabí Jan Jindřich, Blanka z Valois, Anna Falcká, Anna Svídnická, Alžběta Pomořanská, Karel IV., Jan Lucemburský, Eliška Přemyslovna, Václav IV., Johanna Bavorská.
2) Další část je z doby od 2. poloviny roku 1380 do poloviny roku 1382. Jsou to na severní straně: lucemburský vévoda Václav Český, ředitelé stavby kanovníci Beneš Krabice z Weitmile a Ondřej Kotlík, stavitelé Petr Parléř a Matyáš z Arrasu; a na jižní straně: pražští arcibiskupové Arnošt z Pardubic, Jan Očko z Vlašimi a Jan z Jenštejna, druhý ředitel stavby Mikuláš Holubec a první ředitel stavby Bušek Linhartův.
3) Nejmladší a jediná z vápence je busta kanovníka Václava z Radče, který byl pátým ředitelem stavby (od roku 1380 nebo až po 1. říjnu 1385).
Na jižní straně triforia výzdobu doplňují tři klenební konzoly s maskami monster a konzola s realistickou plastikou psa a kočky.

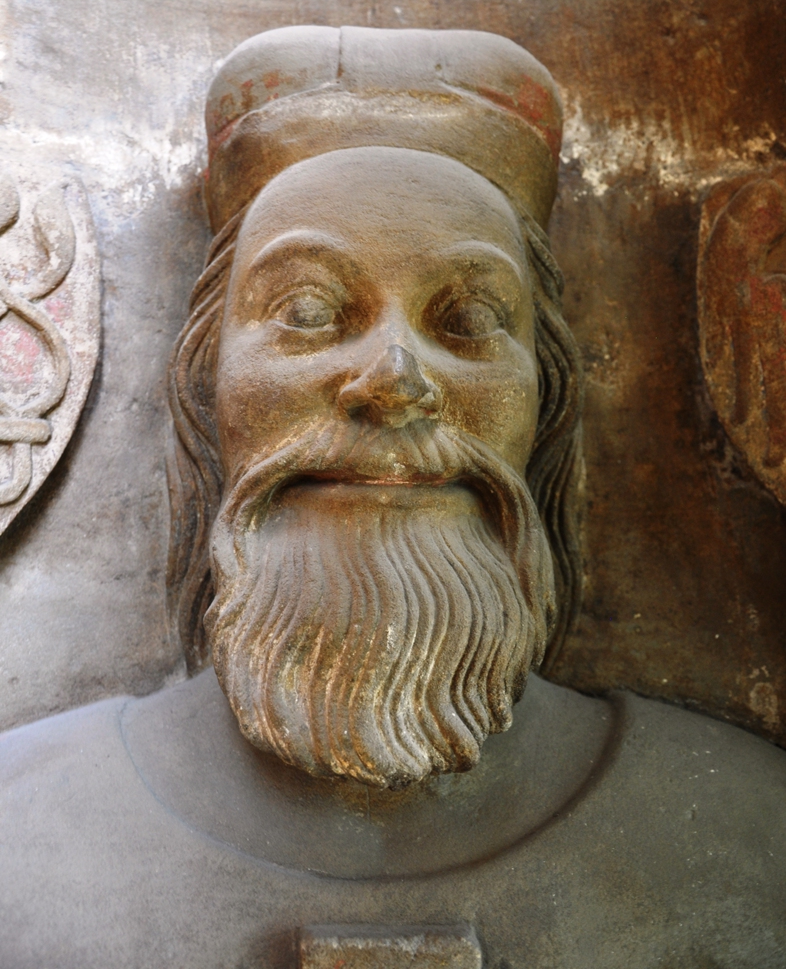
Jan Jindřich
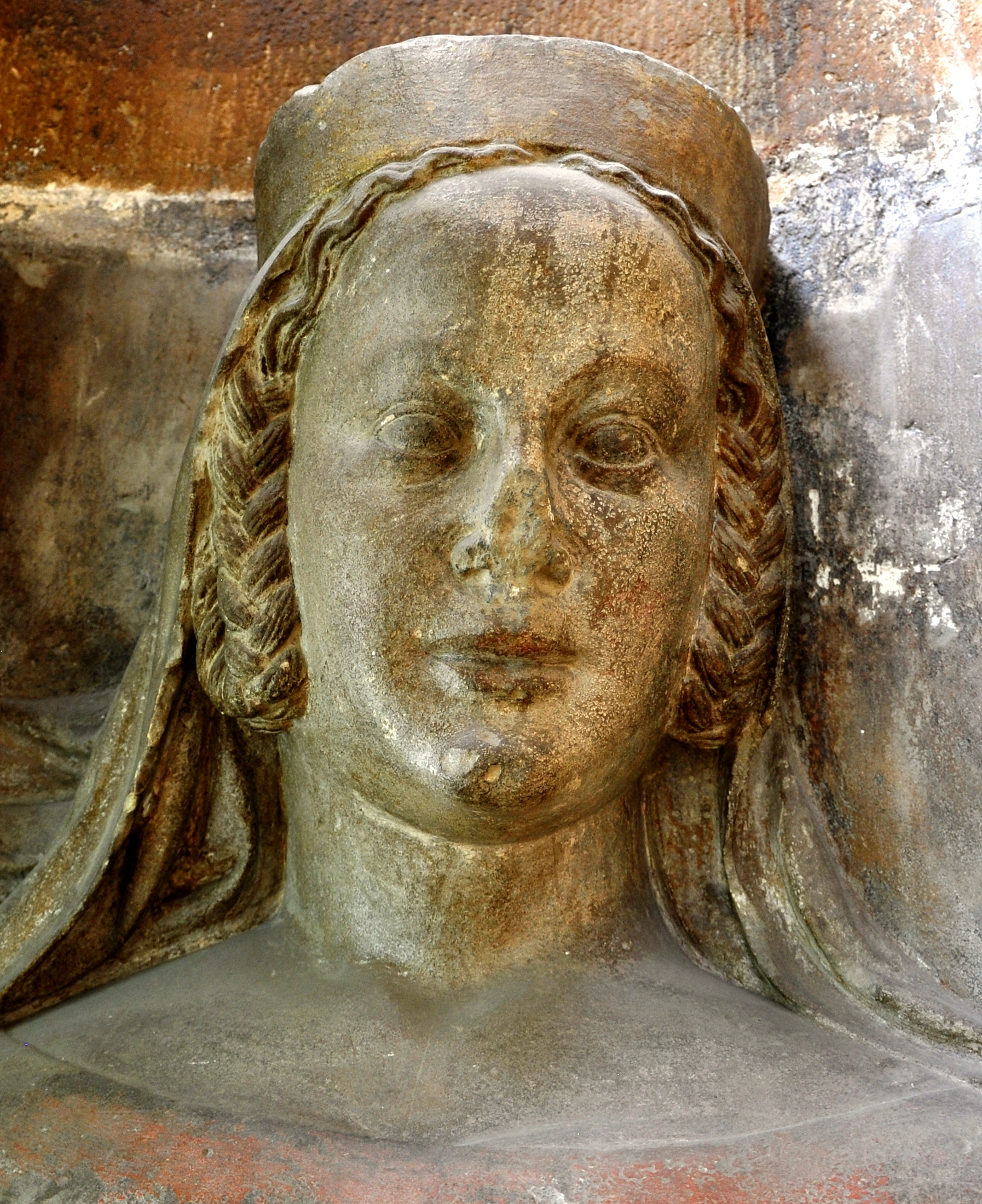
Blanka z Valois
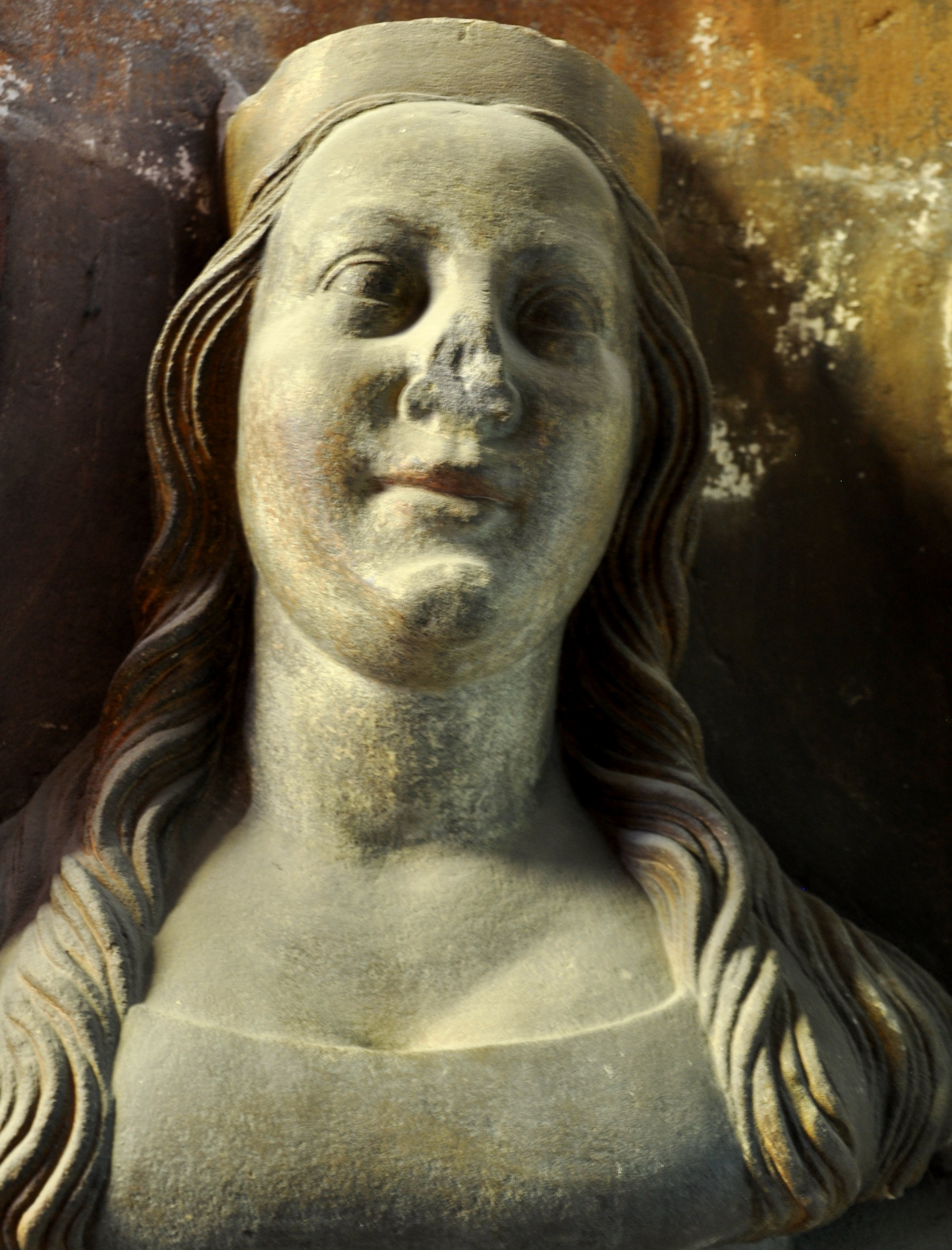
Anna Falcká
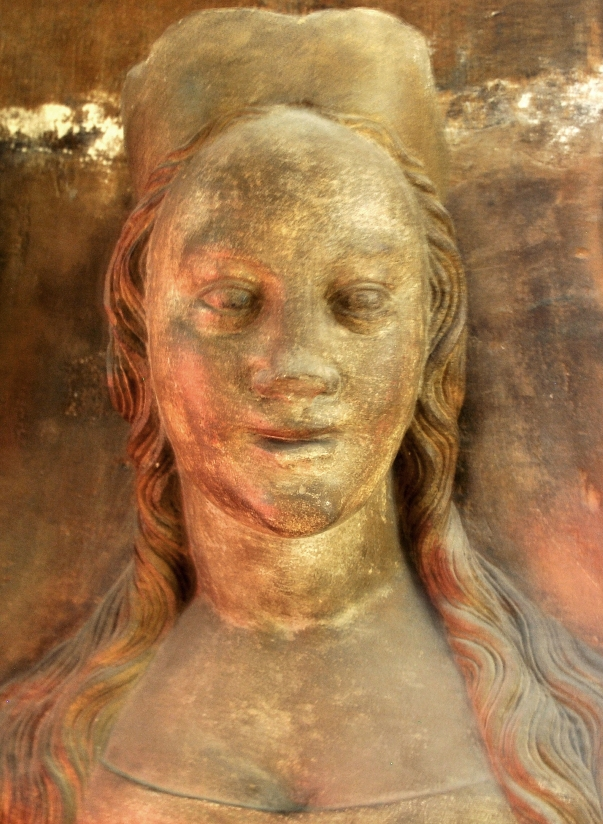
Anna Svídnická
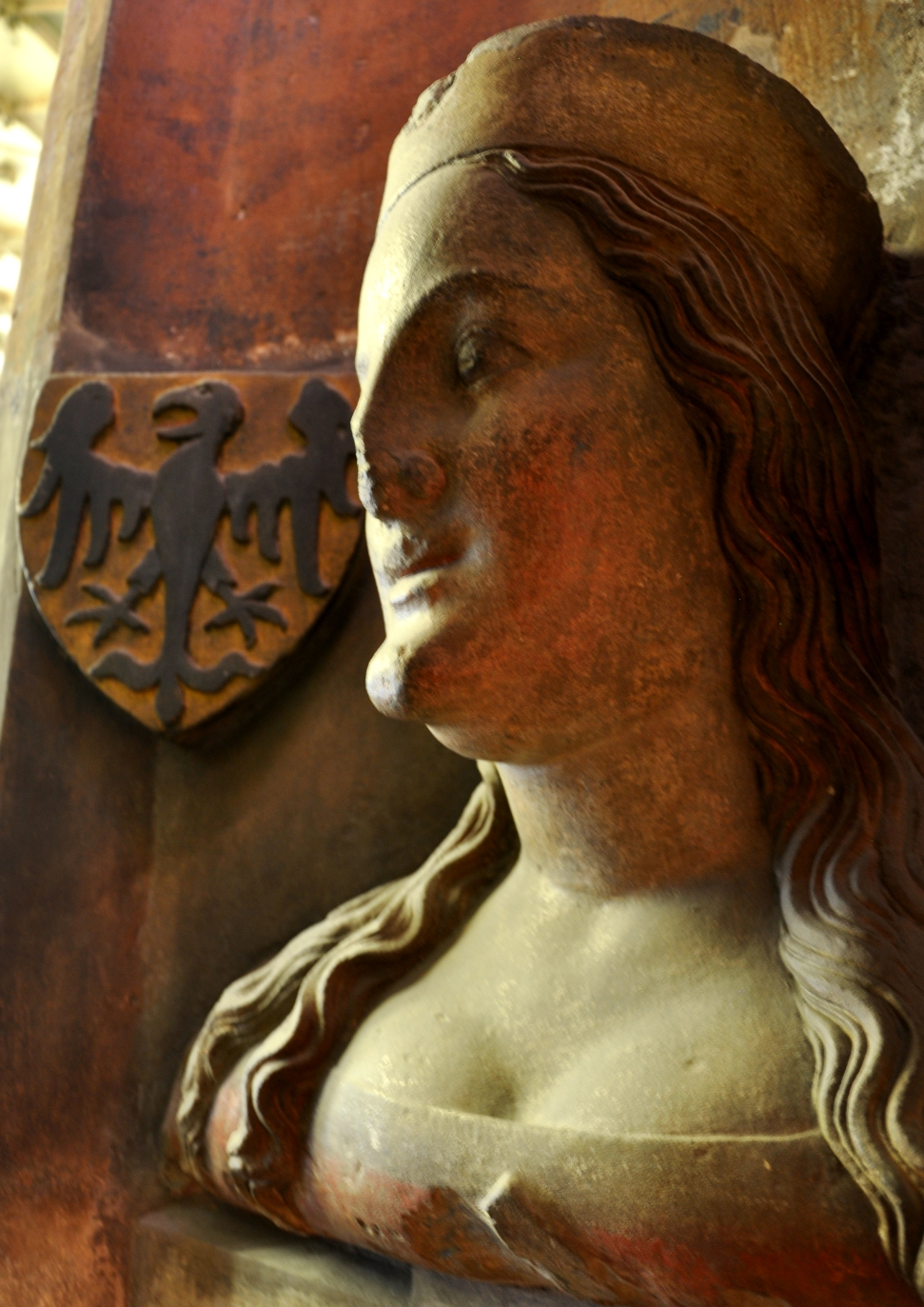
Alžběta Pomořanská
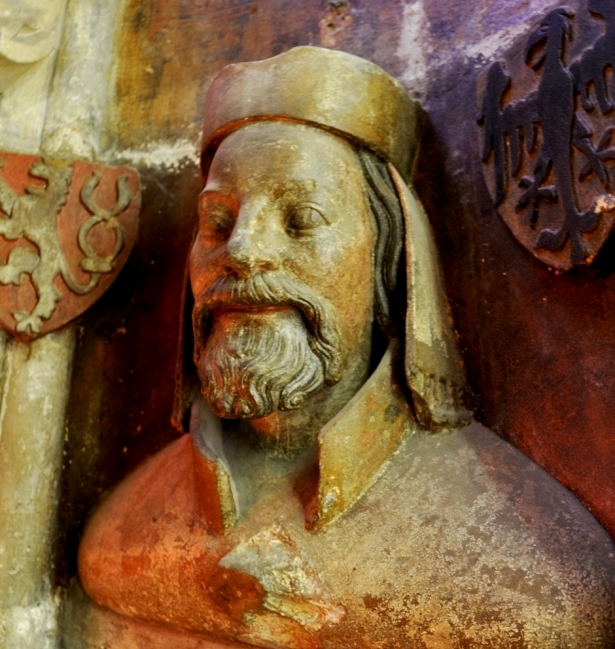
Karel IV.
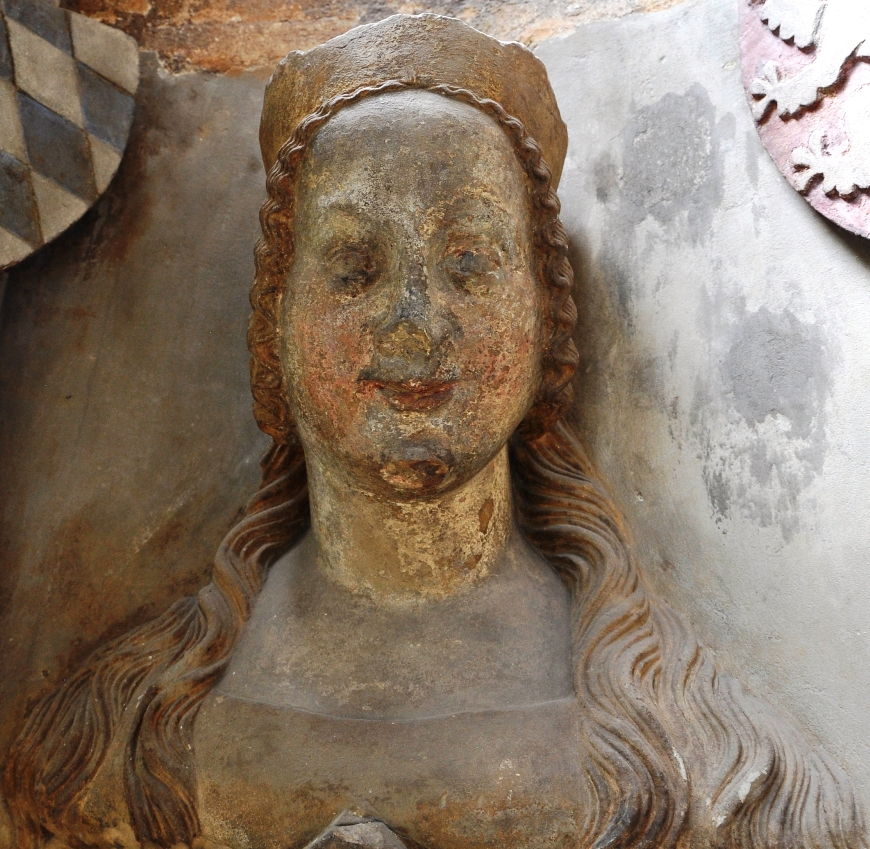
Johana Bavorská

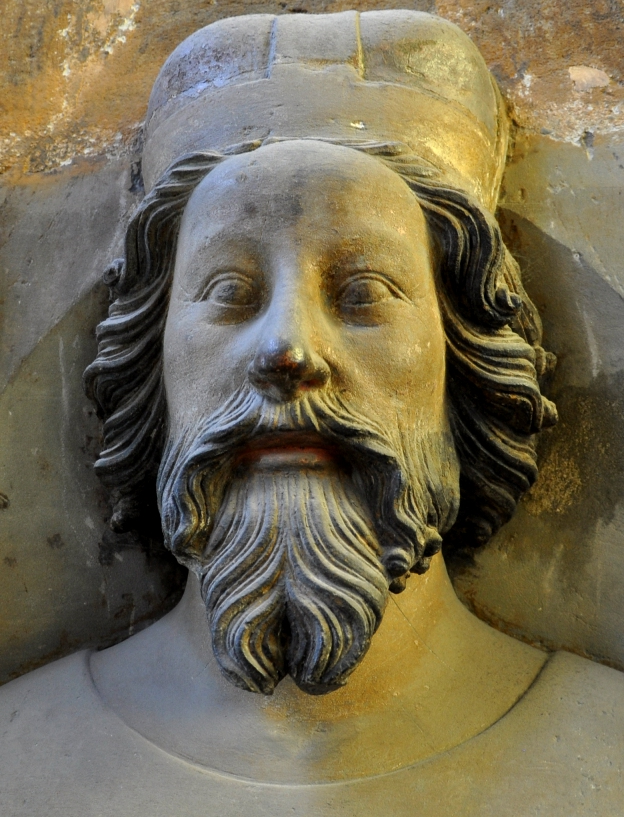
Václav Lucemburský
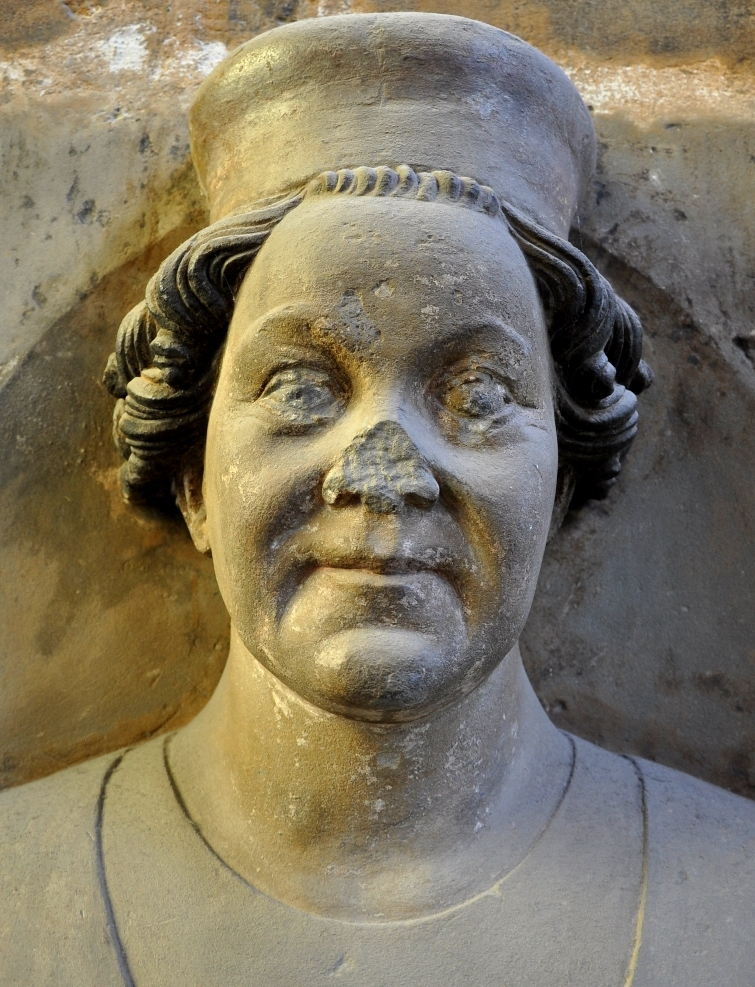
Beneš z Veitmile
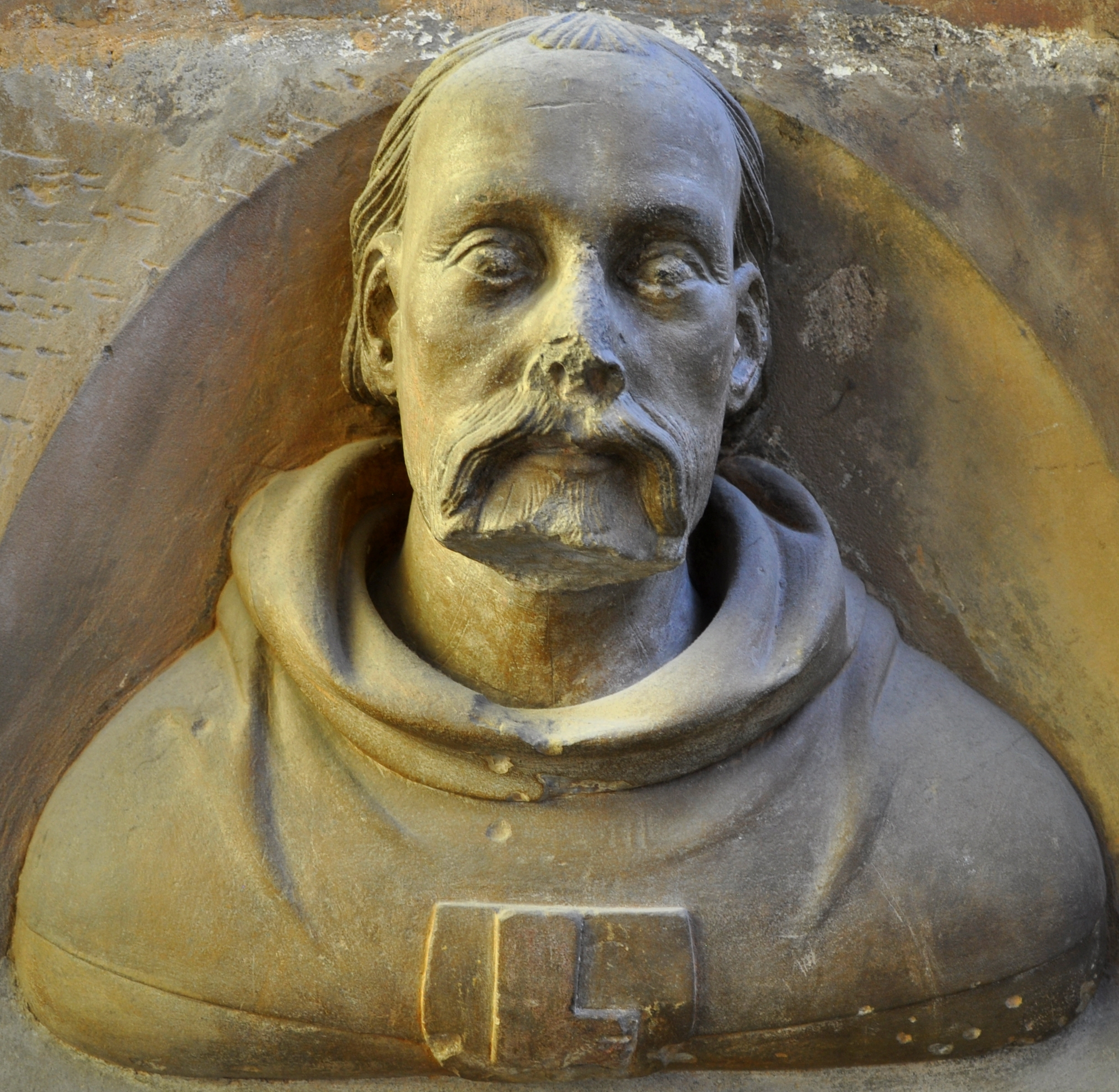
Petr Parléř
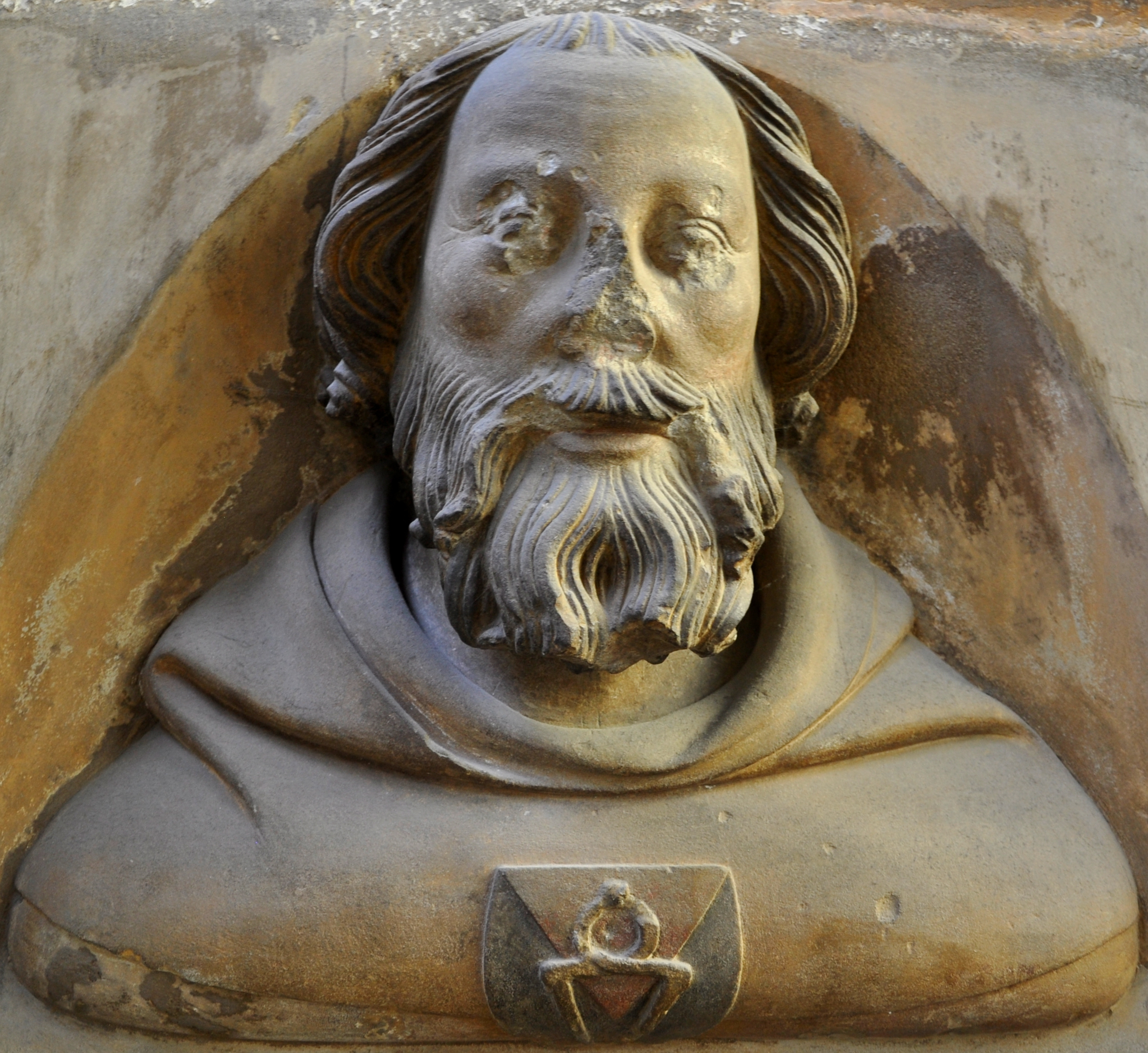
Matyáš z Arrasu
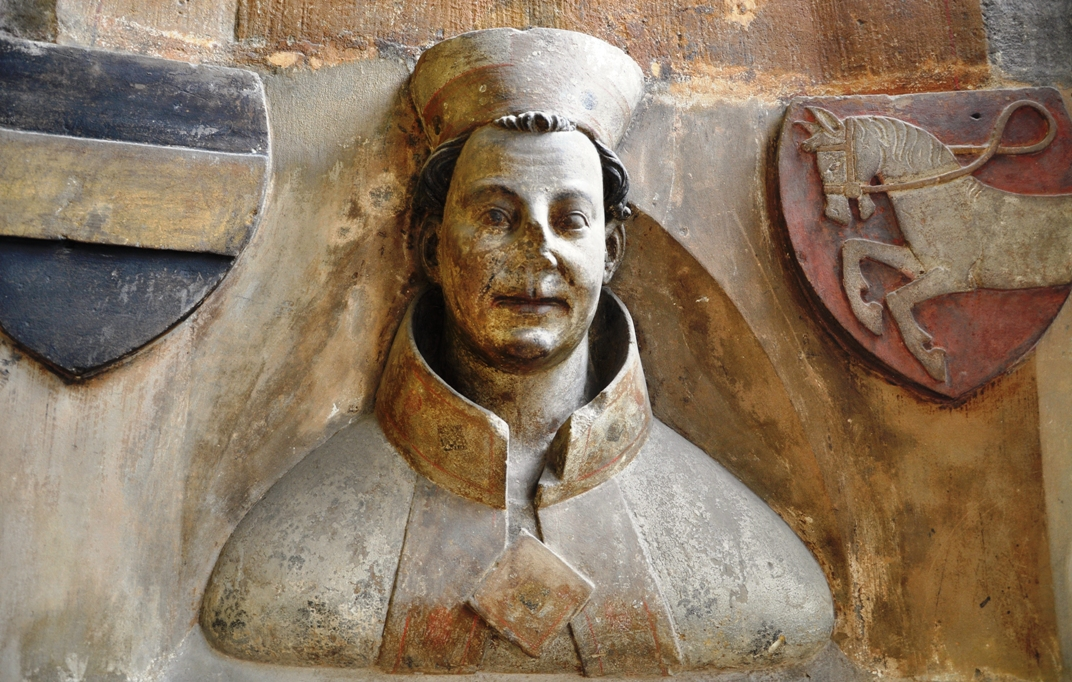
Arnošt z Pardubic
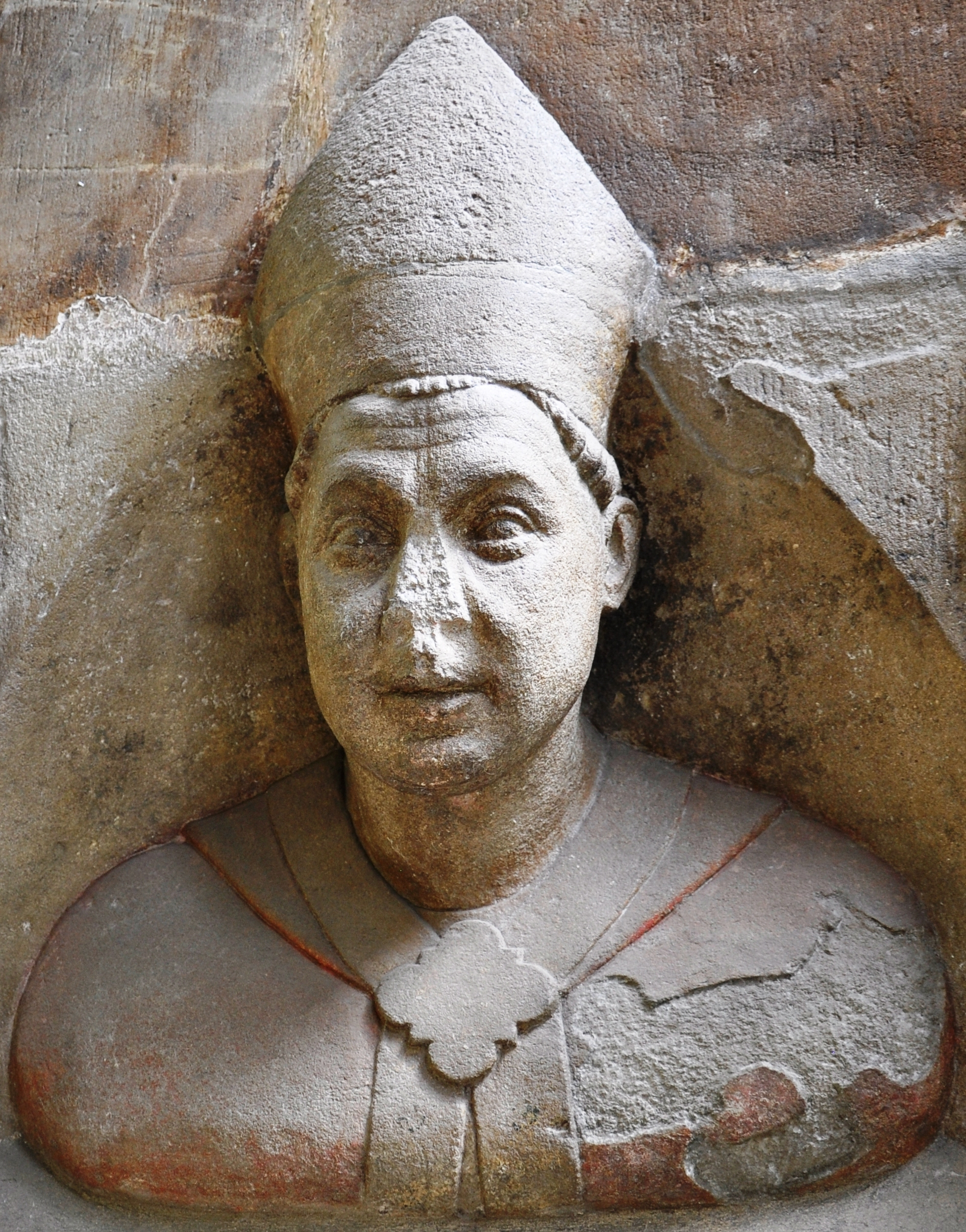
Jan z Jenštejna
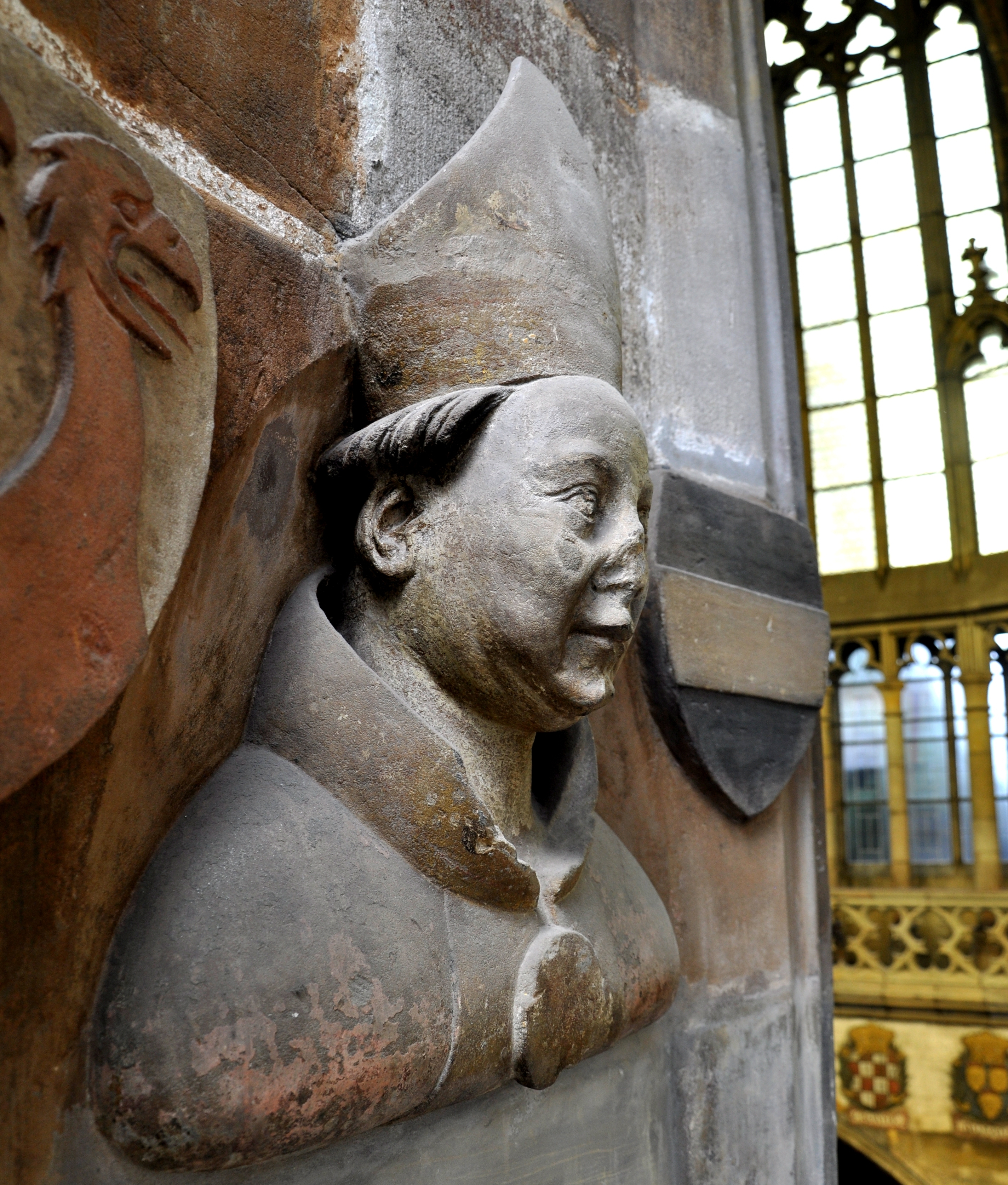
Jan Očko z Vlašimi

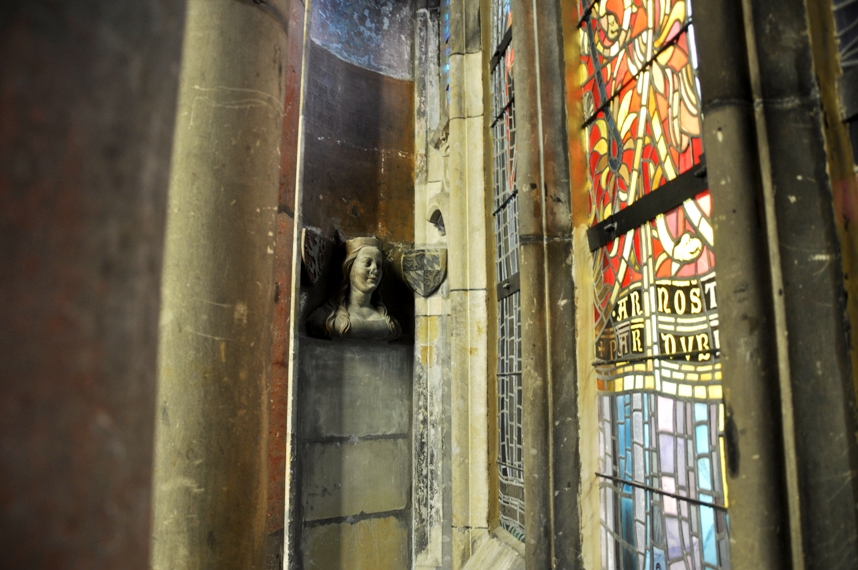
Průhled triforiem
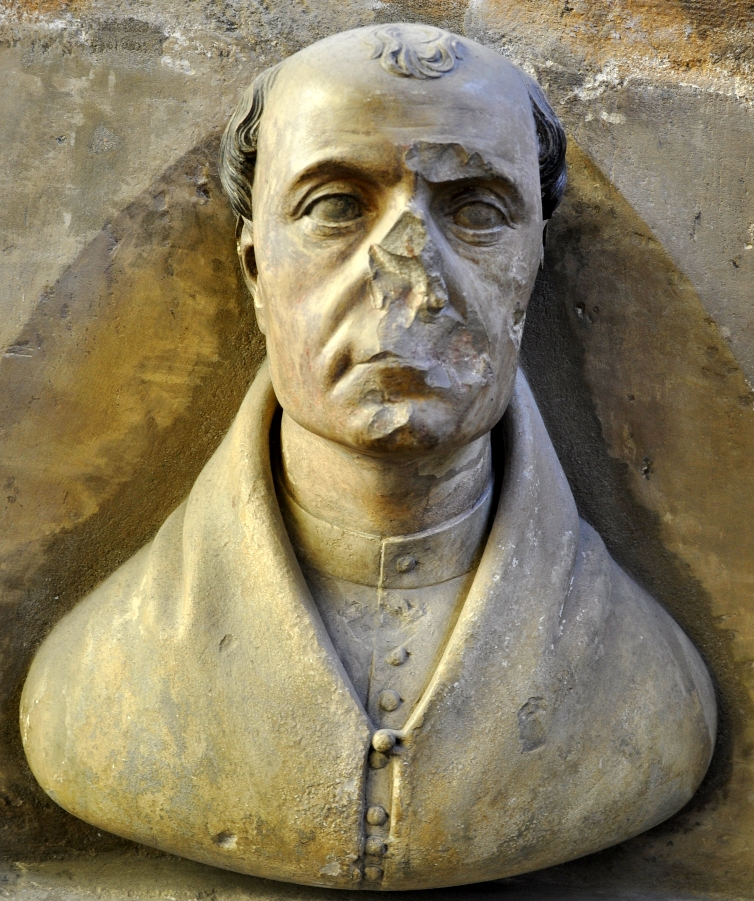
Václav z Radče
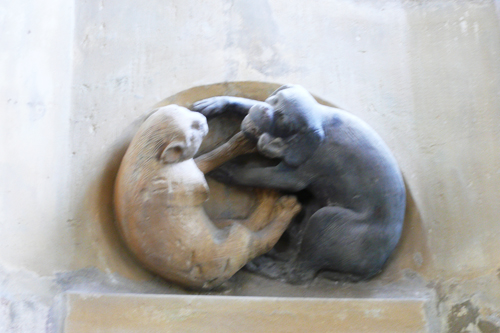
Zápas kočky se psem
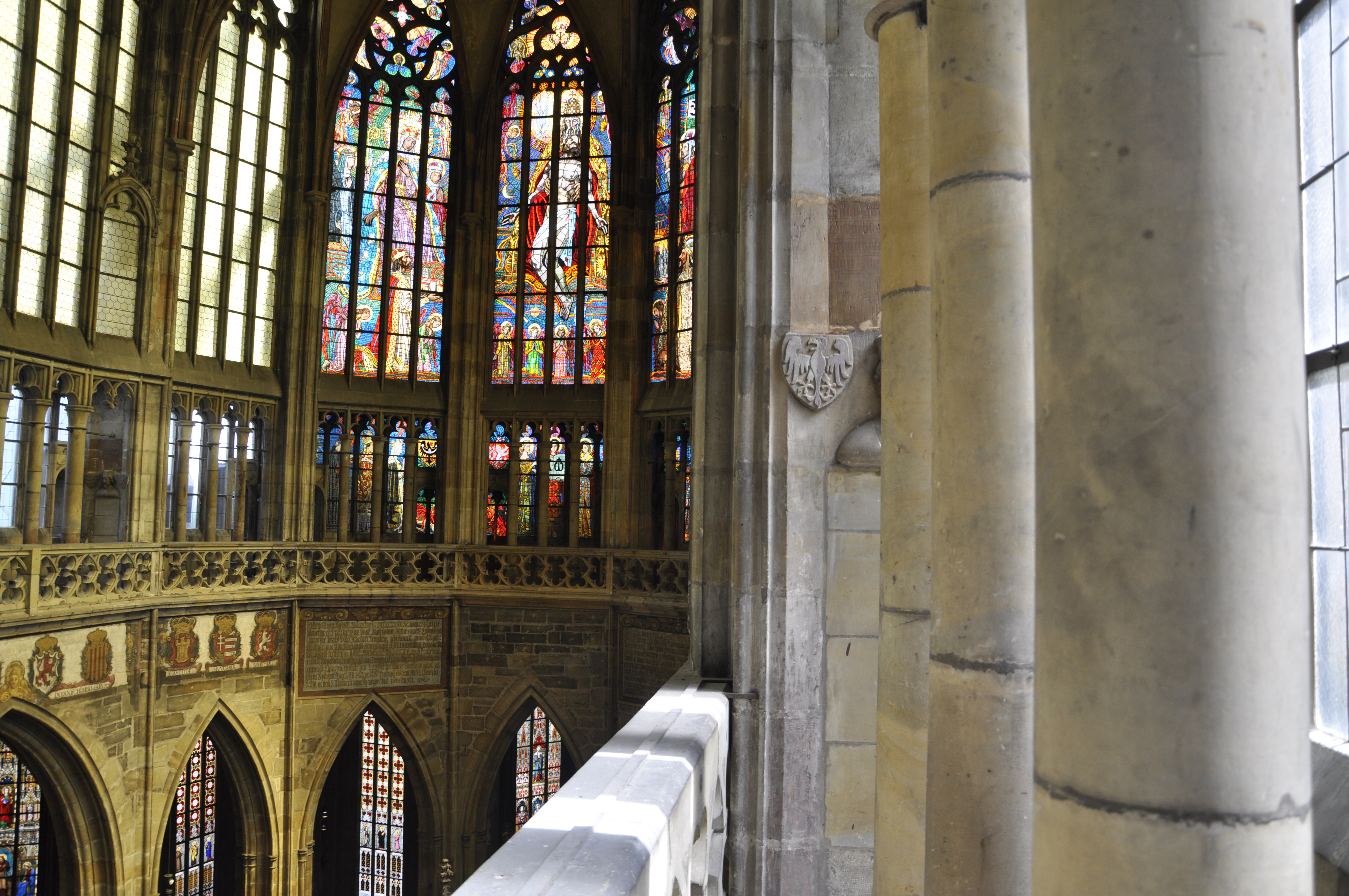
Průhled triforiem

## Vnější triforium

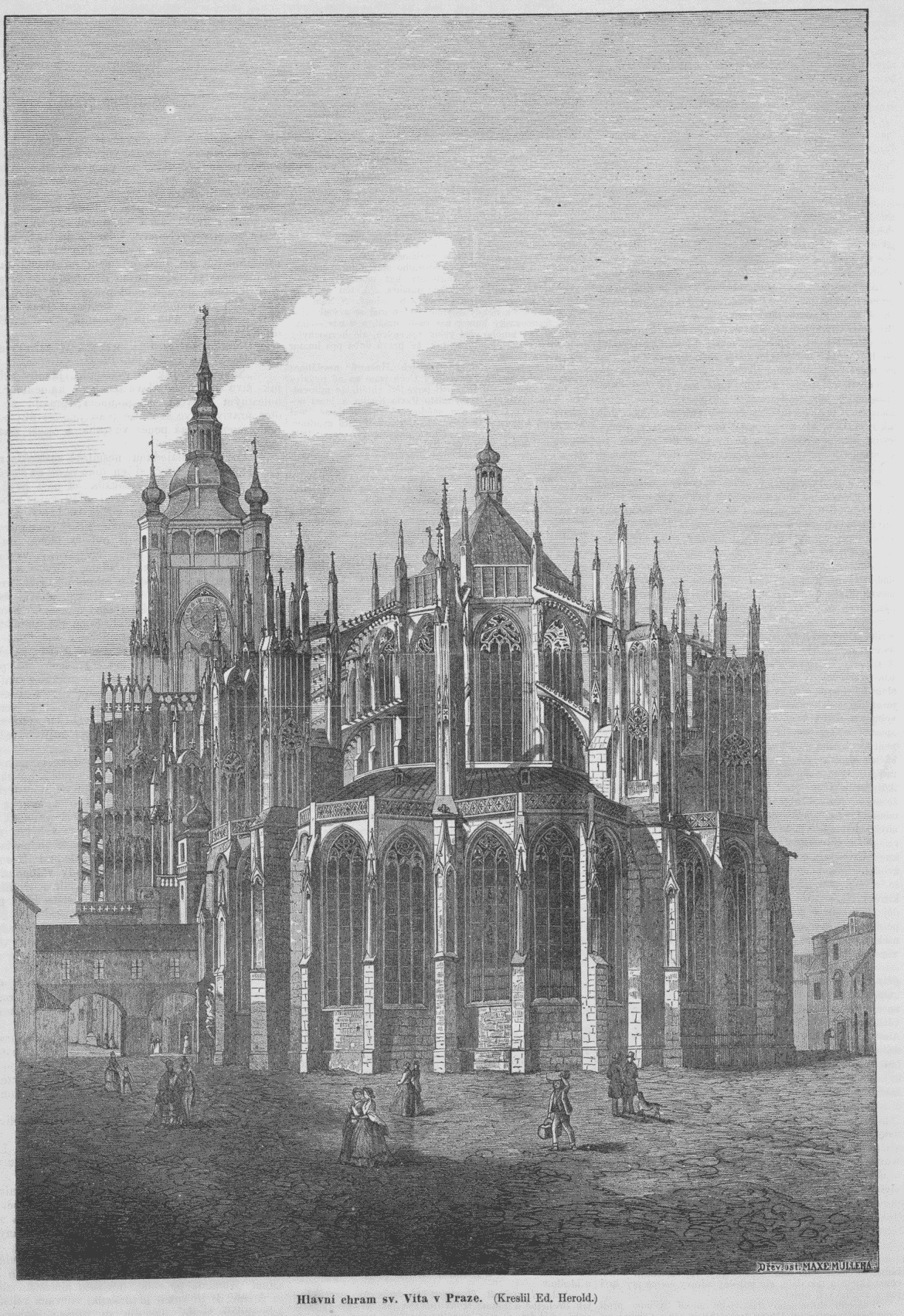
Závěr chrámu před dostavbou, která stanovými střechami chórových kaplí značně zakryla pohled na vnější triforium.

Na vnější straně bazilikálních oken byly otvory v pilířích a nad nimi další sochařská výzdoba, tentokráte představující nebeskou sféru. V podélné ose kostela to jsou busty Krista a Panny Marie, které doprovázejí čeští patroni. Severním směrem jsou to světci českého původu svatý Václav, svatá Ludmila, svatý Vojtěch a svatý Prokop, na jižní straně světci cizího původu, svatý Vít, svatý Zikmund, svatí Cyril a Metoděj. Jsou to schematická díla téže kamenické huti jako ve vnitřním triforiu, výrazněji individualizovaná je pouze expresivněji pojatá tvář Cyrila. Dále se zde nacházejí reliéfy bestiářových bájných zvířat, nestvůr a groteskních masek a také reliéf starce s dívkou.

## Novogotické triforium
V novogotické lodi katedrály pokračuje nově vybudované vnitřní triforium, doplněné v letech 1917–1941 podle Parléřova vzoru bustami osobností, které se zasloužily o dostavbu katedrály, architektů Josefa Mockera, Kamila Hilberta, biskupa Antonína Podlahy.